# Fosse no 8 - 8 bis des mines de Nœux
La fosse no 8 - 8 bis dite Léon Renard de la Compagnie des mines de Nœux est un ancien charbonnage du Bassin minier du Nord-Pas-de-Calais, situé à Verquin. les deux puits sont commencés en même temps le 15 mai 1899, et la fosse commence à produire en 1902. Des cités sont bâties à proximité de la fosse, et trois terrils, nos 37, 56 et 237, sont édifiés, le dernier étant un cavalier minier. Un puits no 8 ter est entreprise en octobre 1908 à Béthune, mais lorsque la fosse no 11 est commencée sur un autre carreau, la fosse no 8 ter devient la fosse no 11 bis.
La Compagnie des mines de Nœux est nationalisée en 1946, et intègre le Groupe de Béthune. La machine d'extraction du puits no 5 bis de la fosse no 5 - 5 bis vient remplacer le treuil du puits no 8 bis en 1952, et le criblage, le moulinage et la mise à terril, sont modernisés en 1952 et 1953. La fosse no 8 - 8 bis ferme en 1967, provoquant également la fermeture de la fosse no 11 bis. Les puits nos 8 et 8 bis sont remblayés en 1968. Le terril conique no 56, initialement haut de 87 mètres, est en très grande partie exploité.
L'entreprise Forclum (actuellement Eiffage Énergie) s'installe sur le carreau de fosse. Une partie des cités est détruite. Au début du XXIe siècle, Charbonnages de France matérialise les têtes des puits nos 8 et 8 bis. Le reste des habitations est rénové. Les terrils sont devenus des espaces verts.

## La fosse

### Fonçage
Les deux puits de la fosse no 8 - 8 bis sont commencés au sud-est de Verquin le 15 mai 1899. La maquette des installations est présentée à l'exposition universelle de 1900. Les puits sont entrepris à l'altitude de 33 mètres. Le terrain houiller est atteint à la profondeur de 162 mètres. Le puits no 8 bis est situé à quarante mètres à l'est du puits no 8.

### Exploitation
La fosse commence à extraire en 1902. Une fosse no 8 ter est entreprise en octobre 1908 à Béthune à 1 646 mètres au nord-ouest de la fosse no 8 - 8 bis, mais lorsque la fosse no 11 est commencée sur un autre carreau cinq ans plus tard, la fosse no 8 ter est renommée fosse no 11 bis.
La Compagnie des mines de Nœux est nationalisée en 1946, et intègre le Groupe de Béthune. Le treuil de 430 chevaux est remplacé par la machine d'extraction bicylindrique du puits no 5 bis de la fosse no 5 - 5 bis à Barlin en 1952, cette dernière ayant fermé l'année précédente. En 1952 et 1953, le criblage, le moulinage et la mise à terril sont modernisés. En 1967, les accrochages utilisés sont ceux de 402 et 477 mètres respectivement pour les puits nos 8 et 8 bis. Le gisement est de plus en plus irrégulier, la fosse ferme la même année, comme la fosse no 11 bis. Les puits nos 8 et 8 bis, respectivement profonds de 700 et 599 mètres, sont remblayés en 1968, le puits no 11 bis deux ans plus tard.

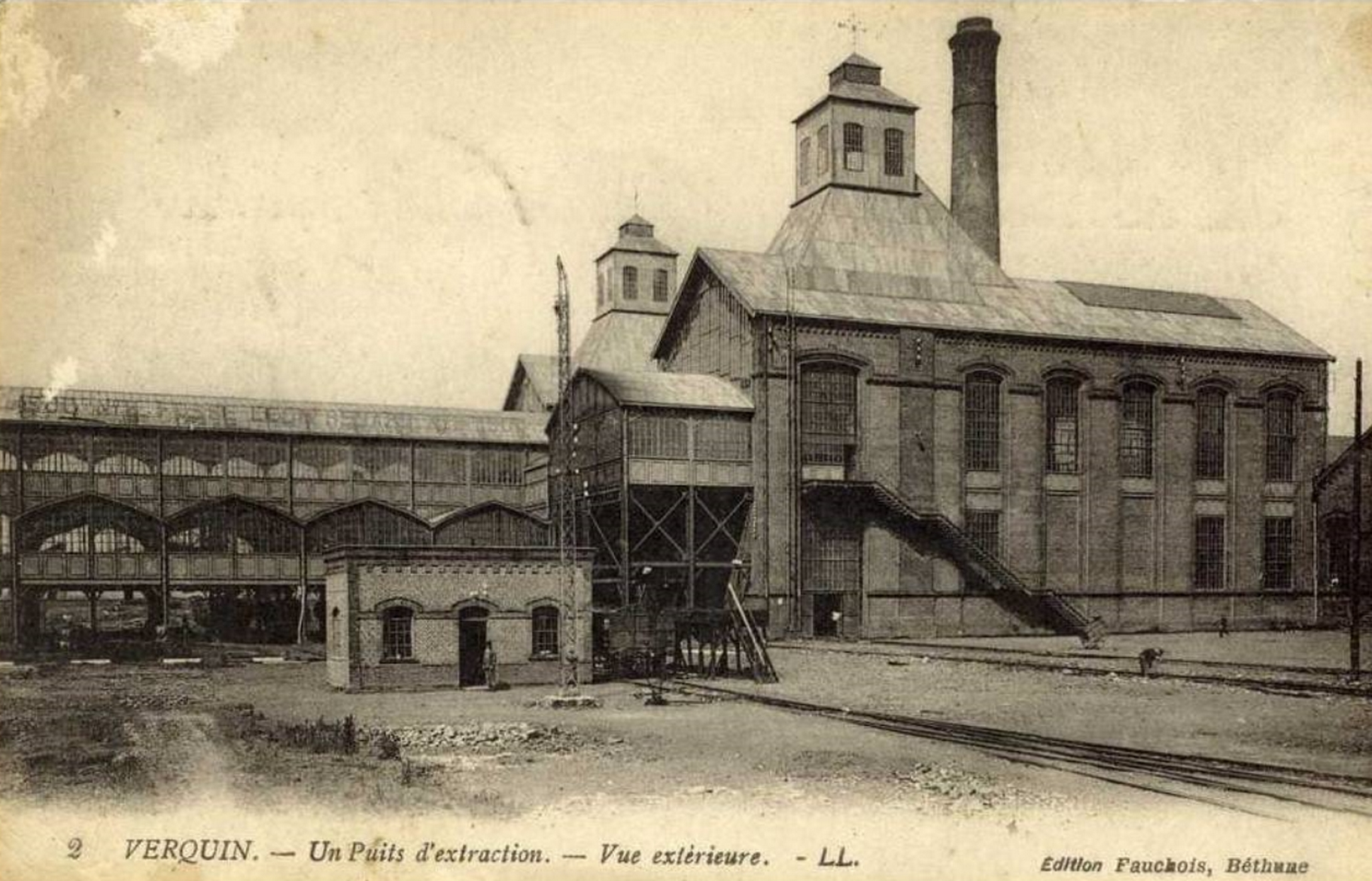
Vue extérieure de la fosse no 8 - 8 bis.
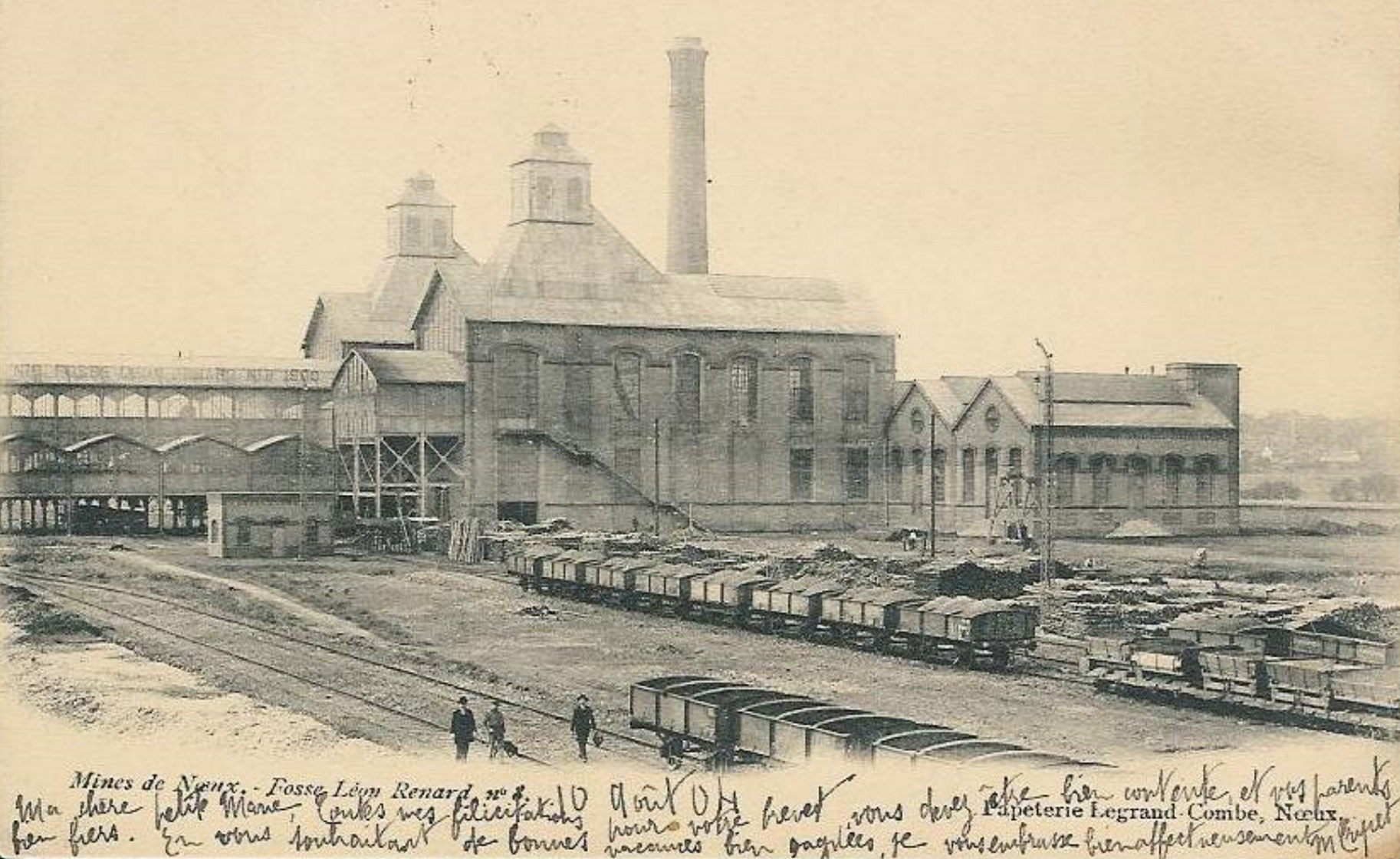
La fosse et son triage.
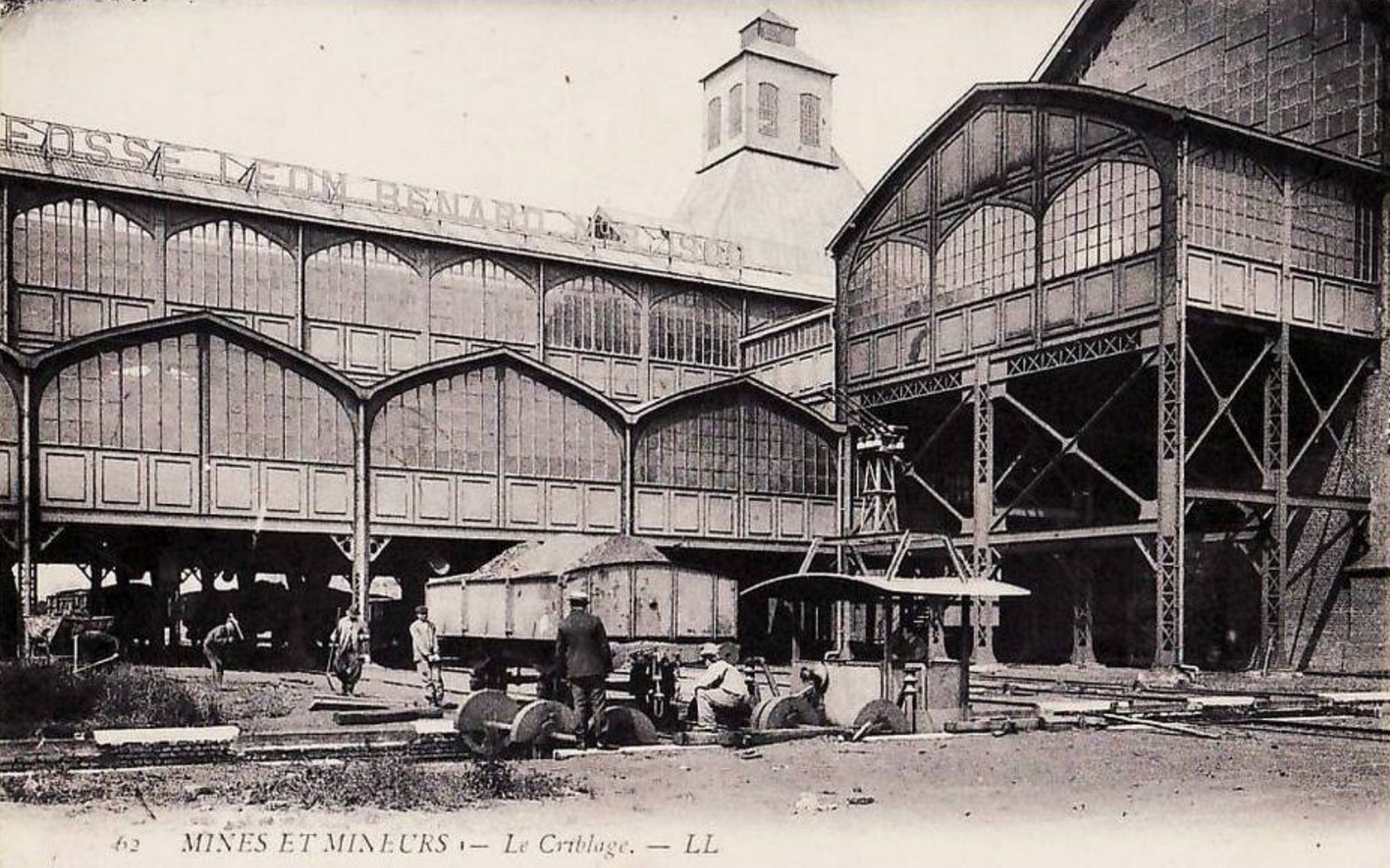
Le criblage.
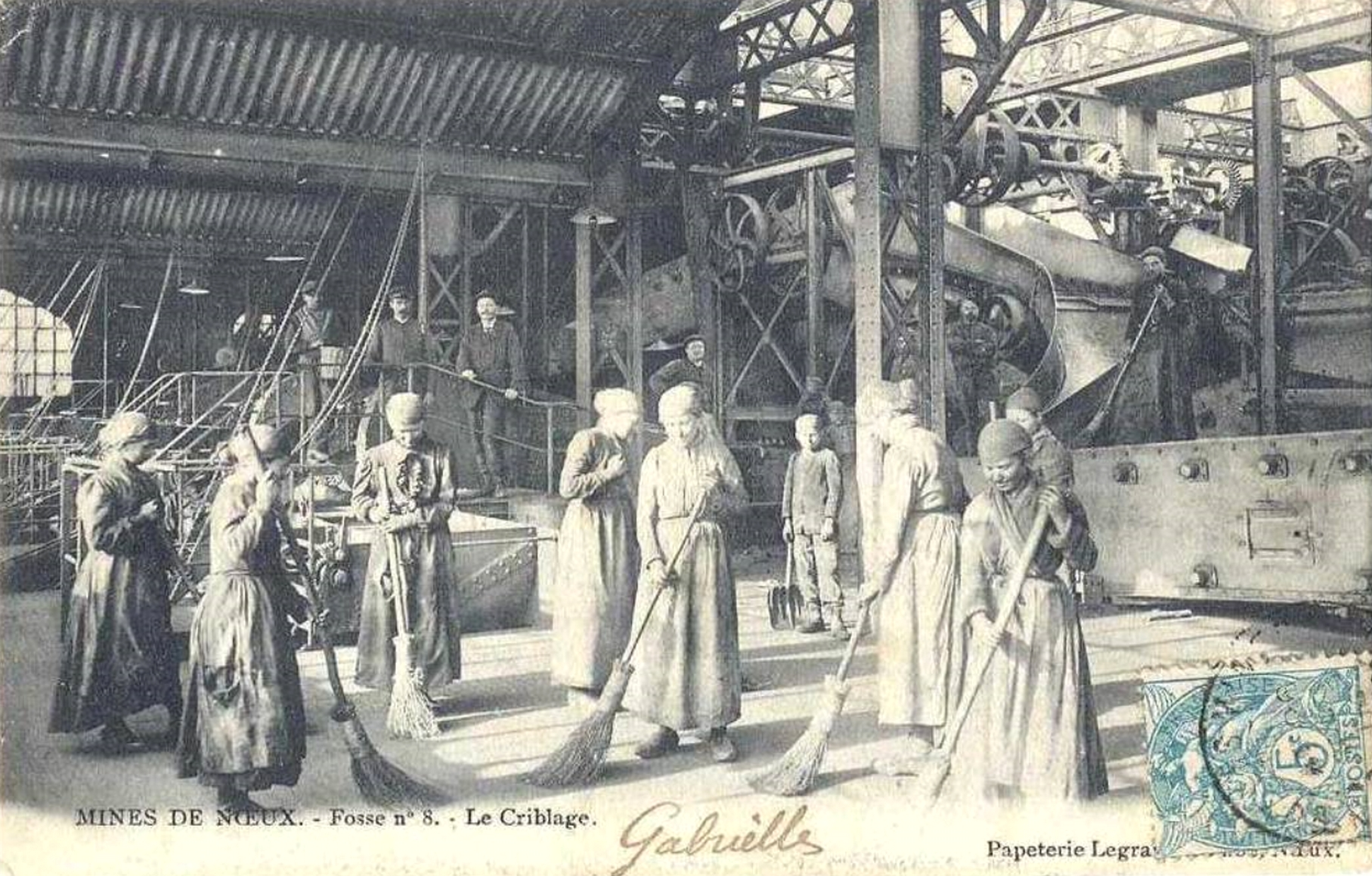
L'intérieur du criblage.
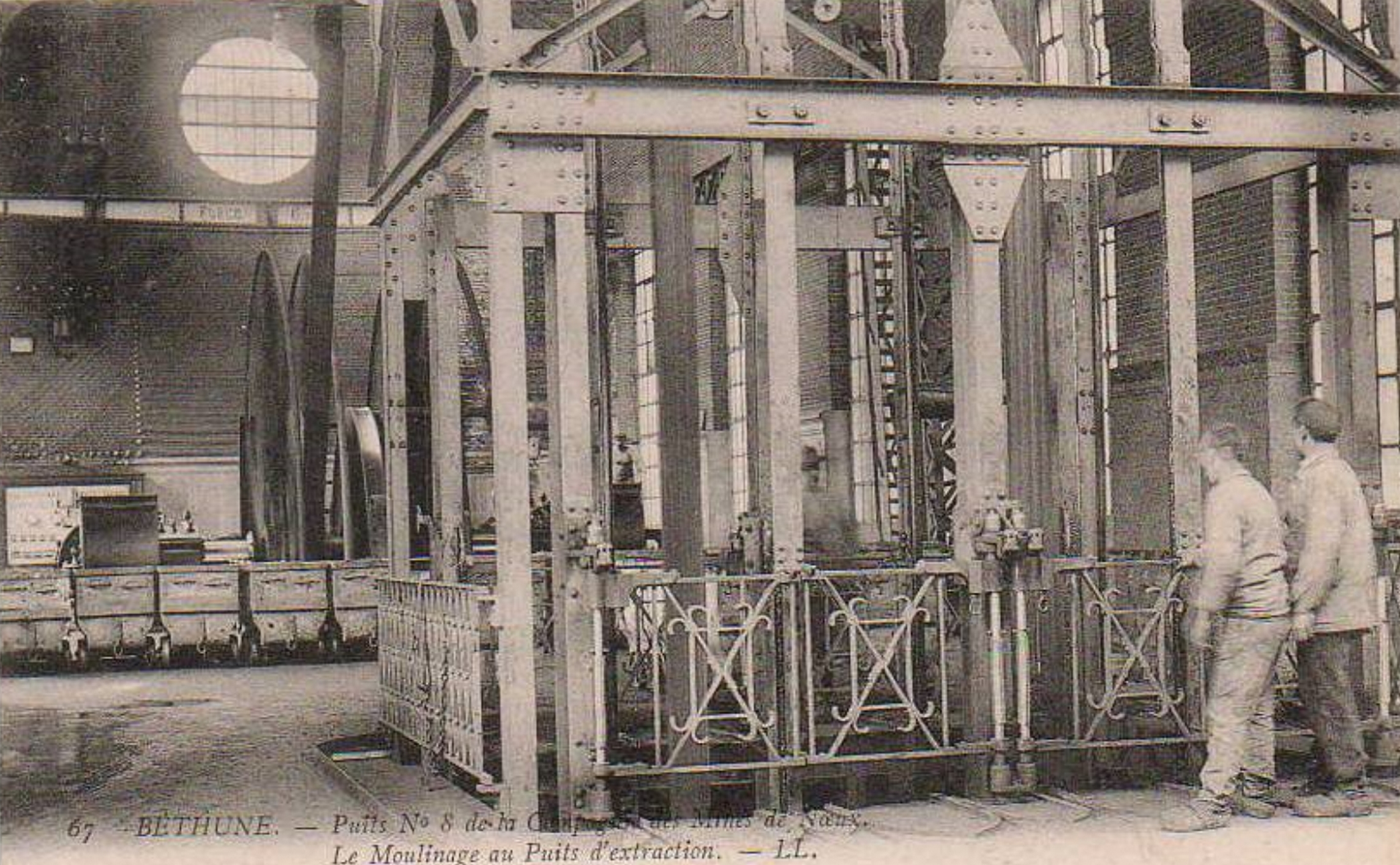
Le moulinage du puits no 8.
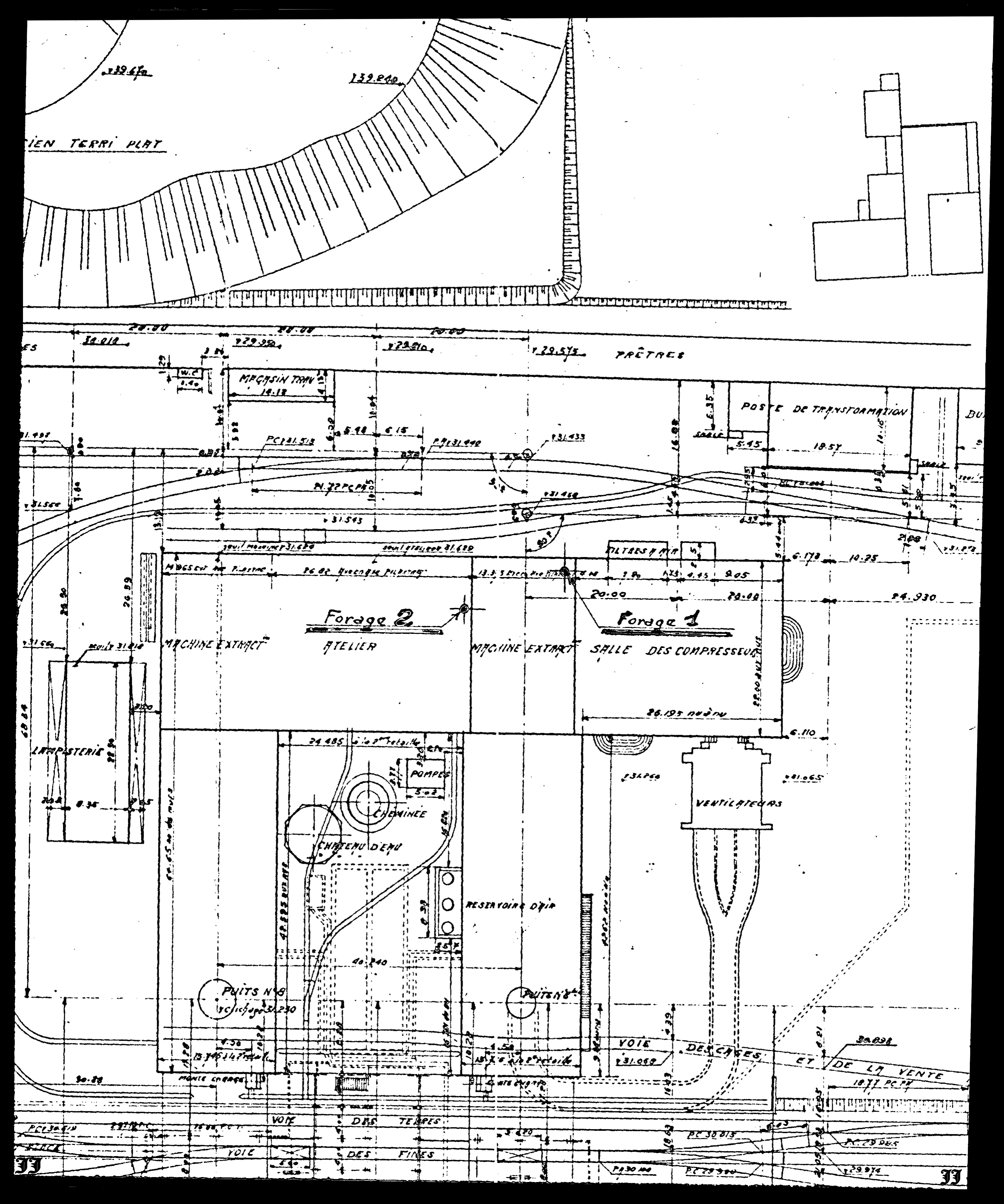
Le plan de la fosse vers 1900.

### Reconversion
Au début du XXIe siècle, Charbonnages de France matérialise la tête de puits. Le BRGM y effectue des inspections chaque année. Comparativement aux autres sites miniers de la compagnie, il subsiste de nombreux bâtiments : les bains-douches, le poste de coupure, le poste électrique, les ateliers, les bureaux, et la salle des machines des deux puits. Le site est occupé par l'entreprise Forclum, devenue Eiffage Énergie.

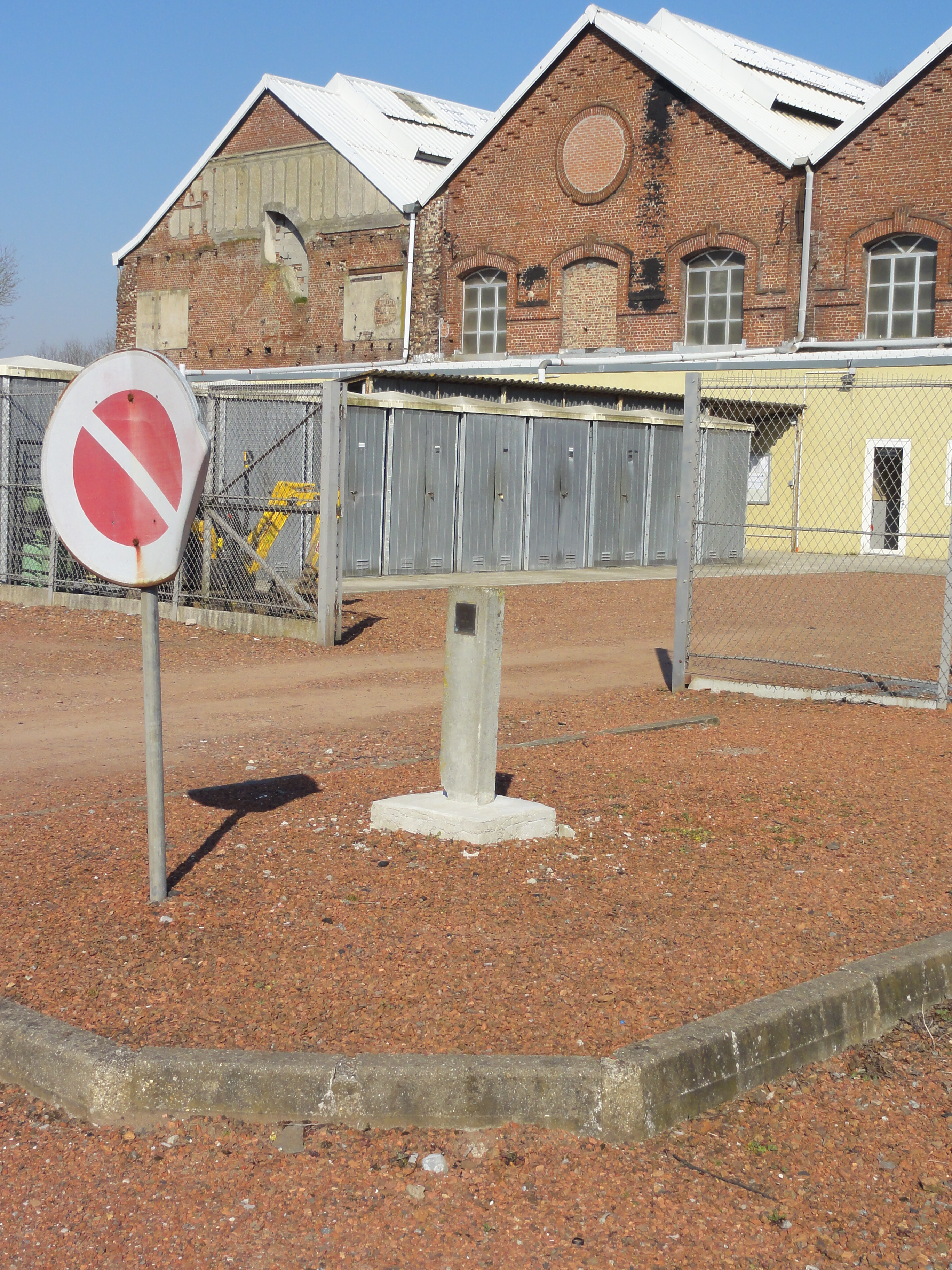
Le puits no 8 dans son environnement.
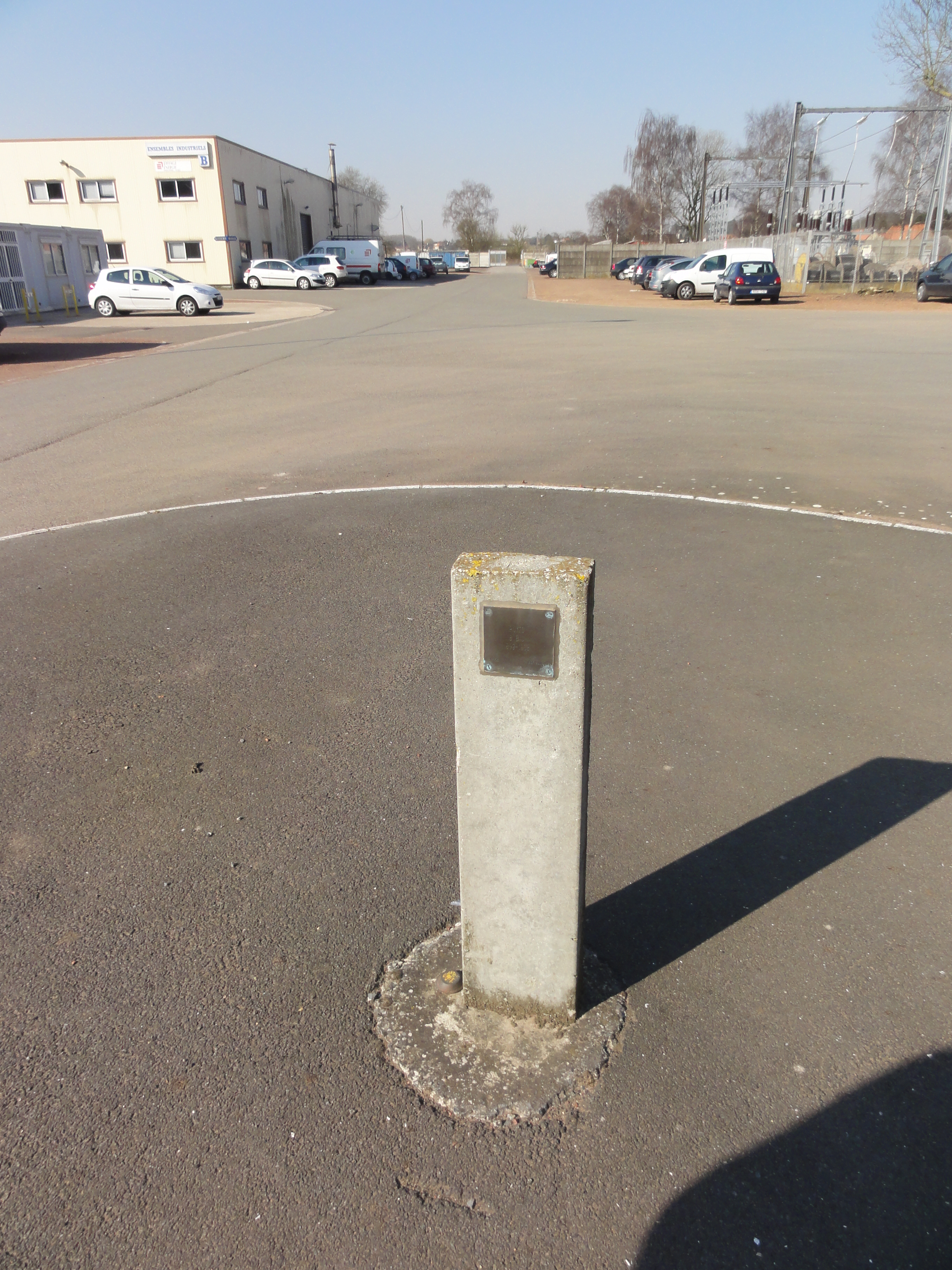
Le puits no 8 bis dans son environnement.
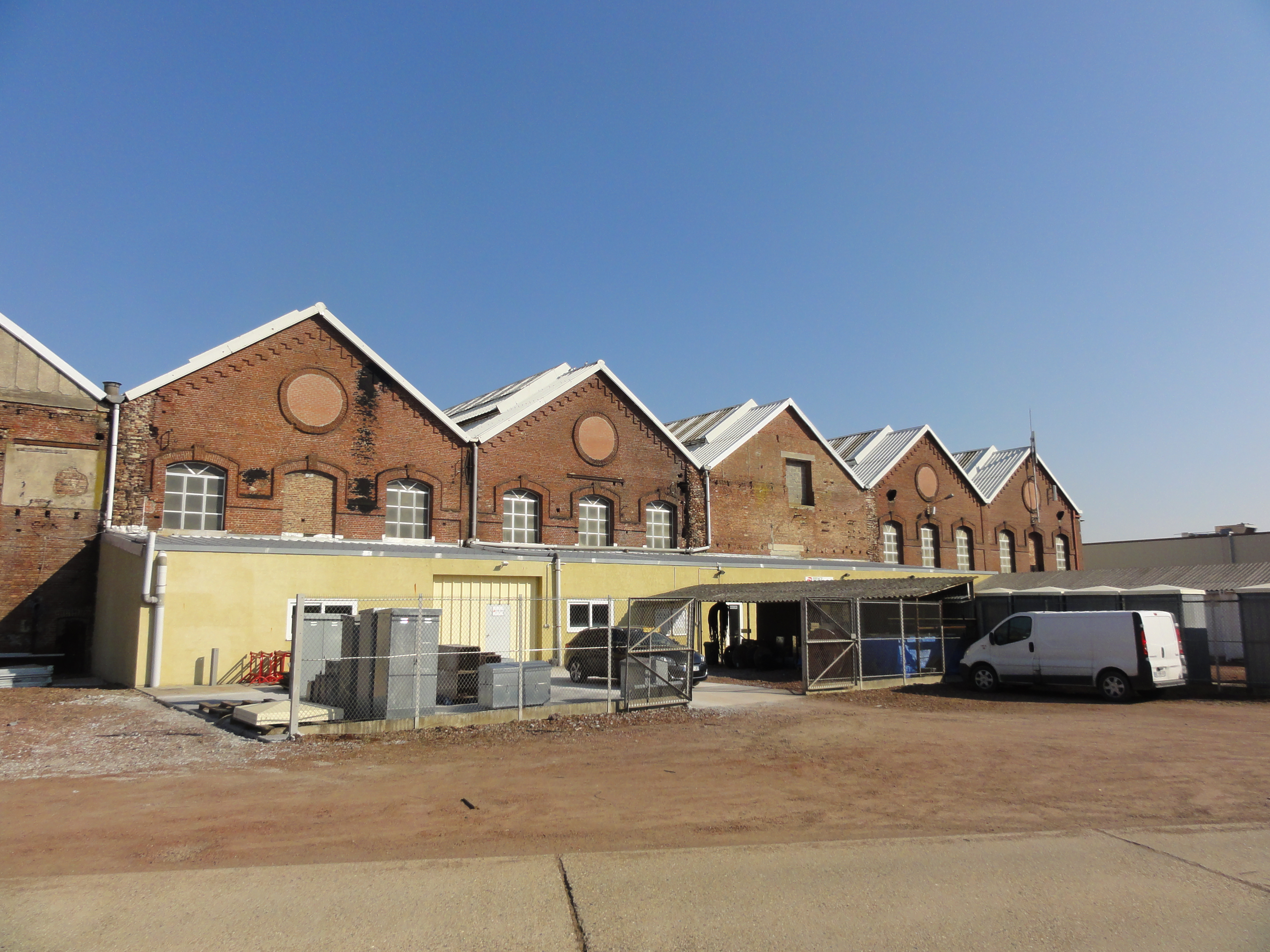
La salle des machines des puits nos 8 et 8 bis.
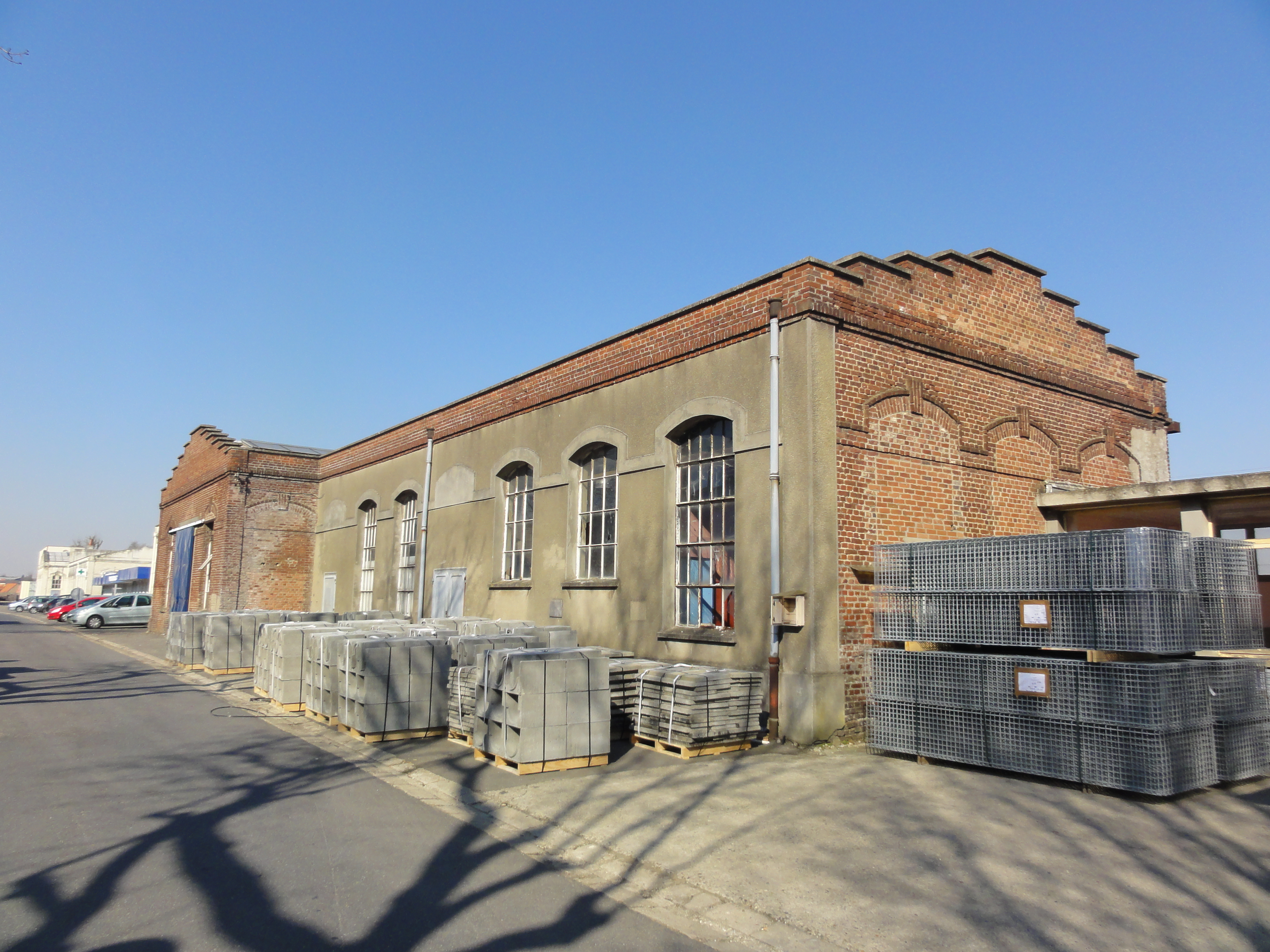
Les bureaux.
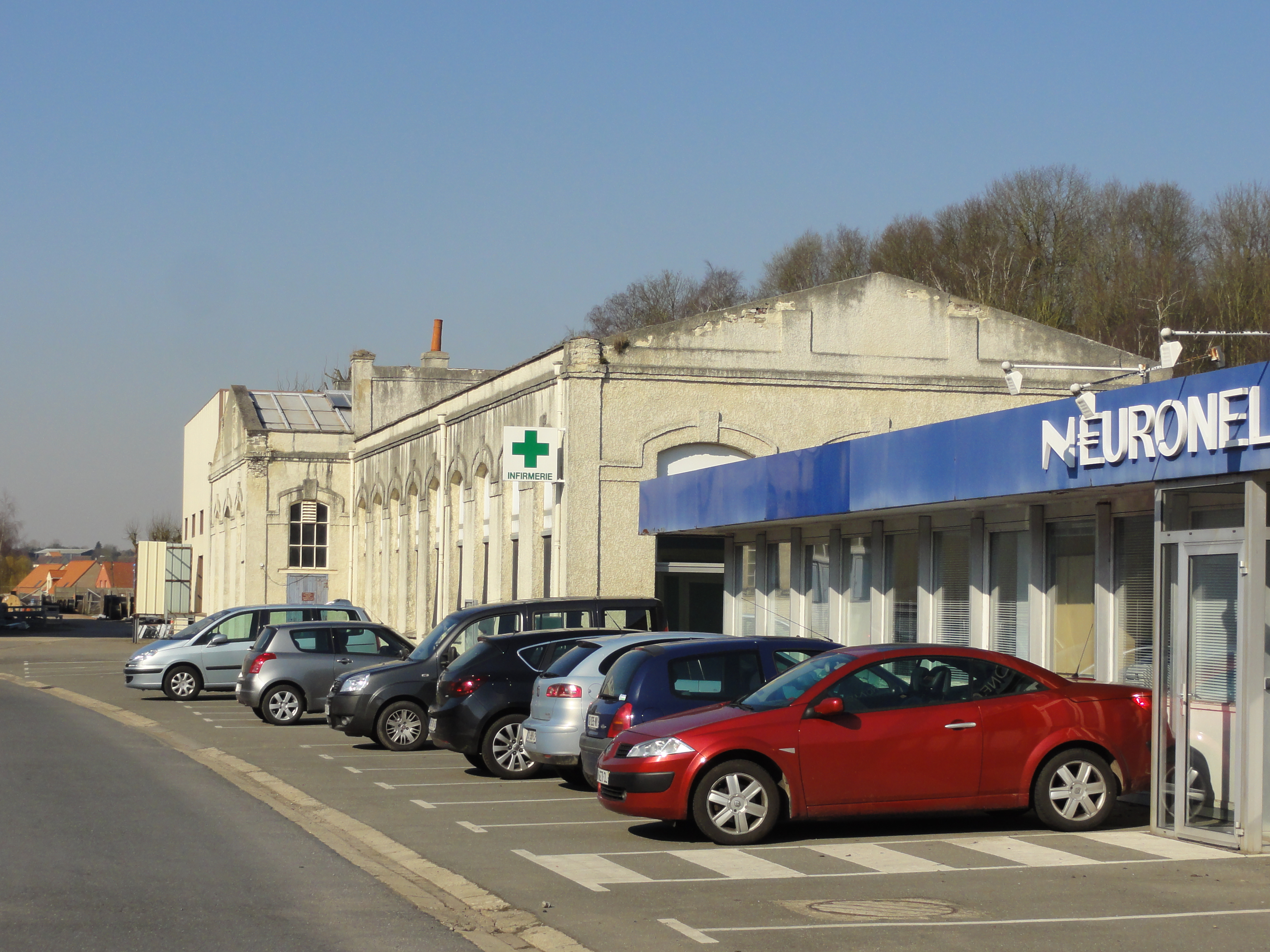
Les ateliers.
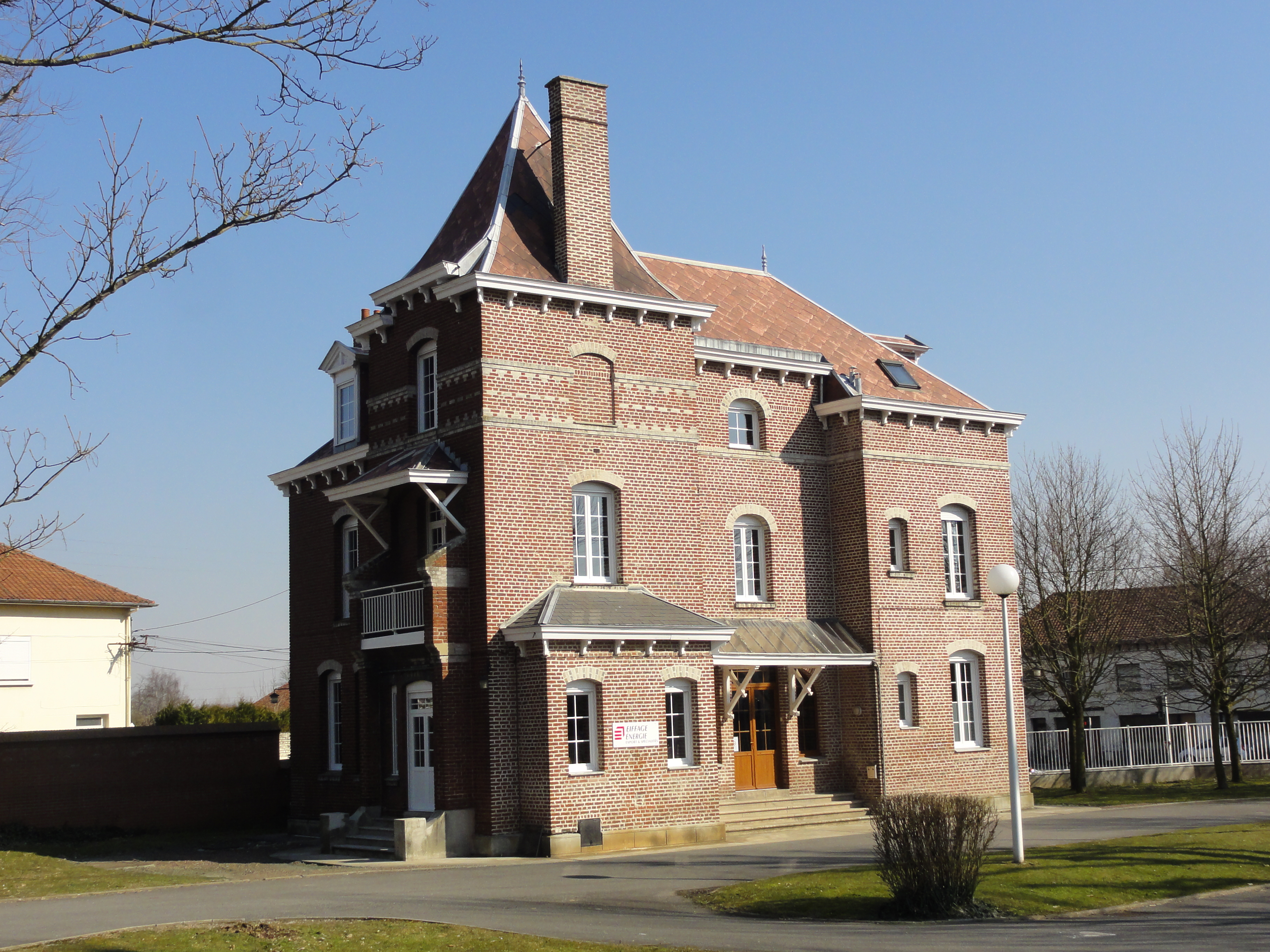
L'administration.

## Les terrils

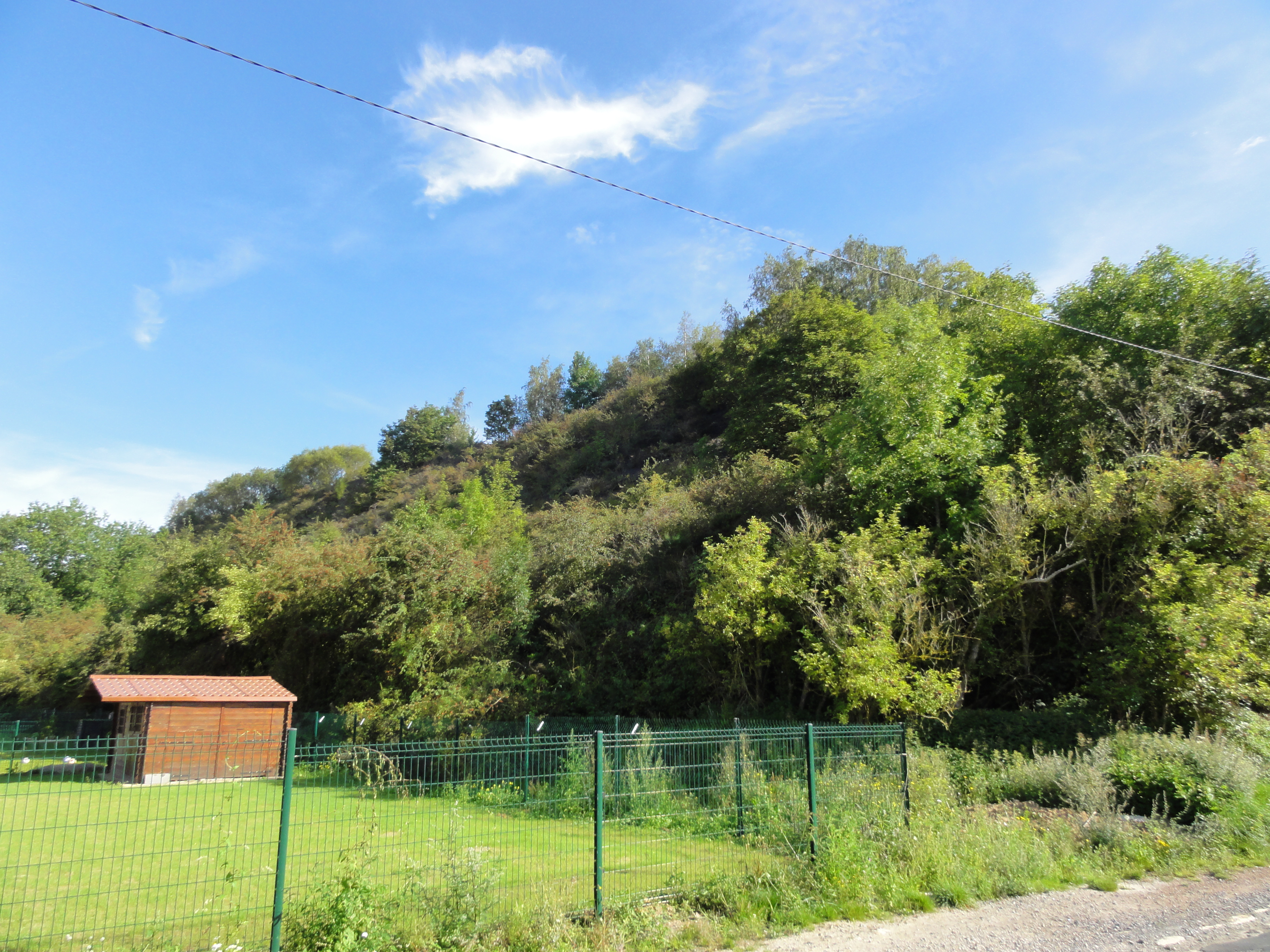
Le terril 8 de Nœux plat.

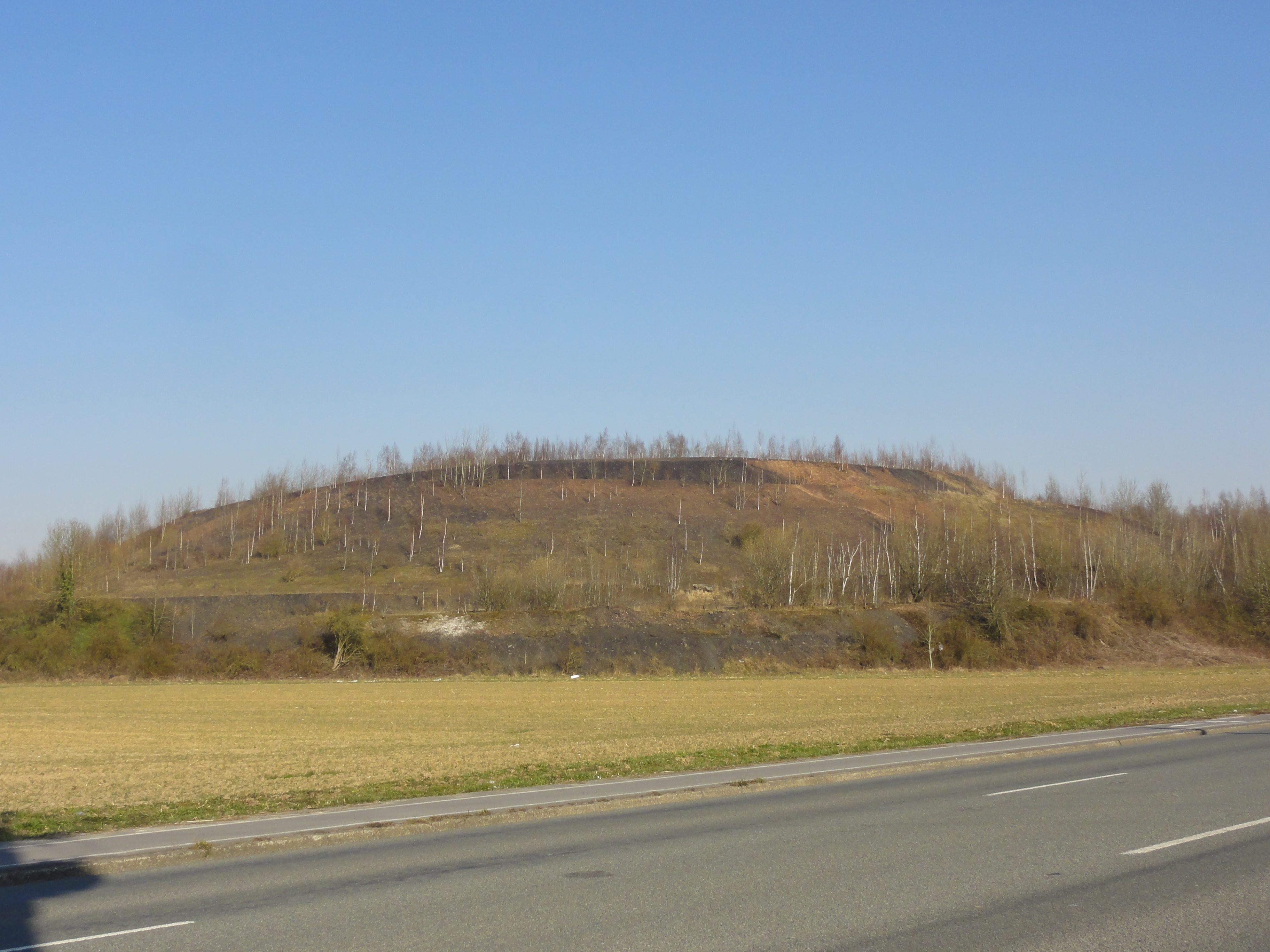
Le terril 8 de Nœux.

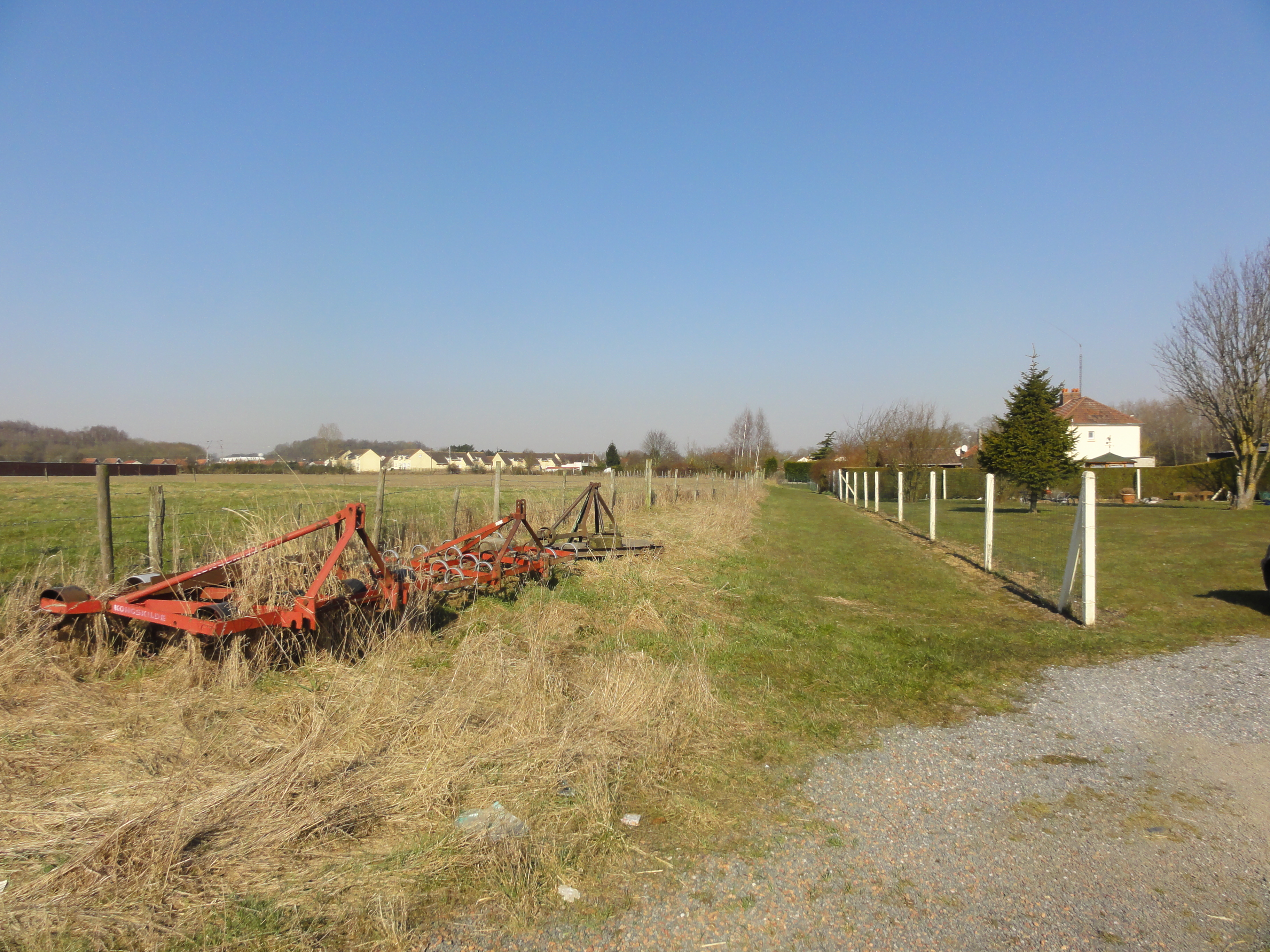
Le terril Cavalier de Nœux.

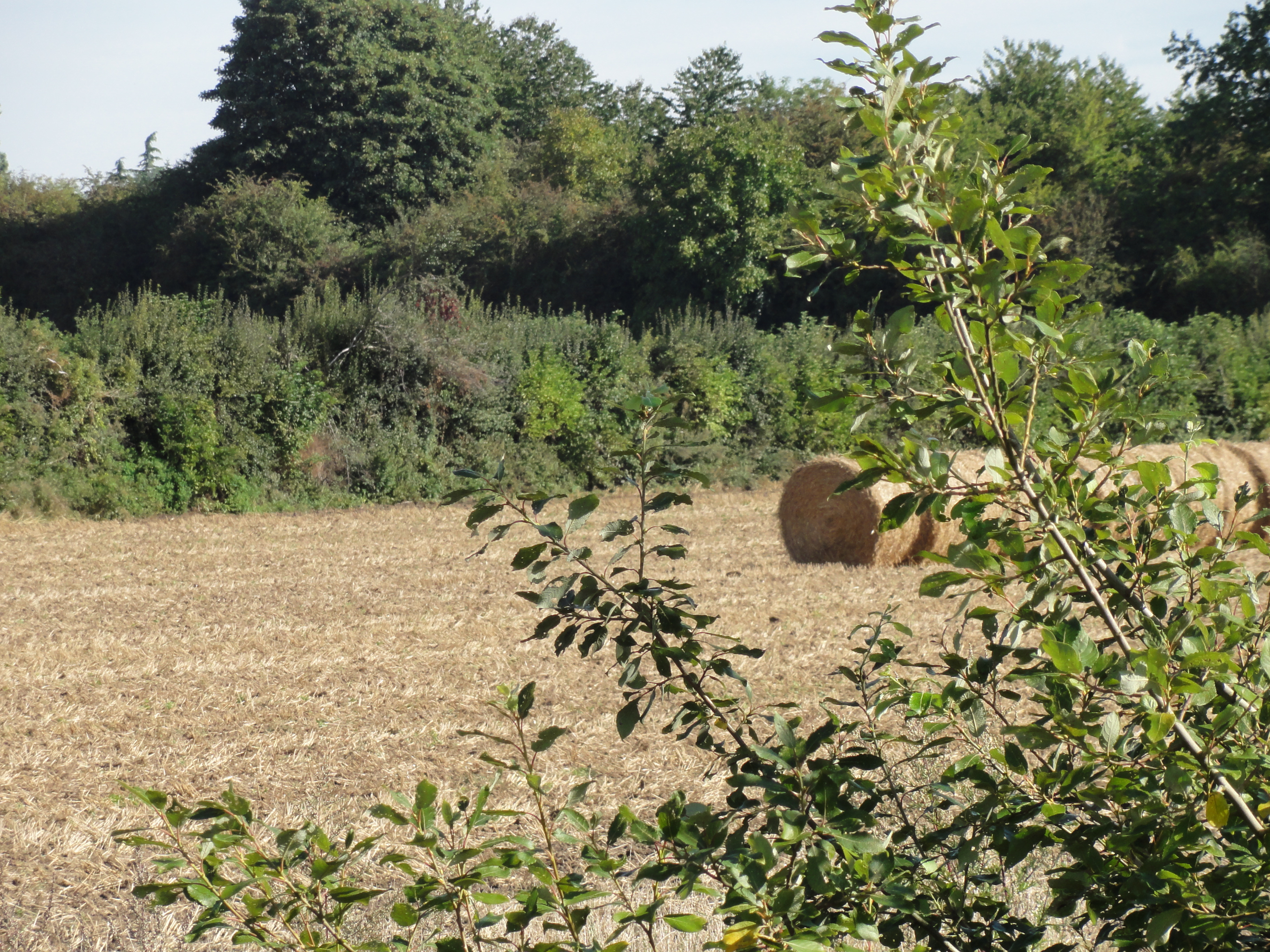
Le terril Cavalier Voie du 8 au 11.

Quatre terrils résultent de l'exploitation de la fosse.

### Terrilno37, 8 de Nœux plat
50° 30′ 02″ N, 2° 38′ 51″ E
Le terril no 37, situé à Verquin, a été alimenté par la fosse no 8 - 8 bis des mines de Nœux. Il est plat, contrairement à l'autre terril de la fosse, no 56, situé plus au sud, qui était conique avant son exploitation. À l'est du terril commence le terril cavalier no 237, dit Cavalier Voie du 8 au 11.

### Terrilno56, 8 de Nœux
50° 29′ 49″ N, 2° 39′ 08″ E
Le terril no 56, situé à Verquin, était un terril conique alimenté par la fosse no 8 - 8 bis. Exploité, celui-ci conserve quand même plus d'une dizaine de mètres de hauteur, alors qu'il a mesuré jusqu'à 87 mètres.

### Terril n° 232, Cavalier de Nœux
50° 29′ 55″ N, 2° 39′ 39″ E
Le terril n° 232, Cavalier de Nœux, disparu, situé à Verquigneul, était un terril cavalier parallèle à la ligne d'Arras à Dunkerque-Locale, situé à l'est, débutant à la gare de Nœux-les-Mines, passant par-dessus cette ligne peu au sud de la gare de Verquigneul et joignant la fosse n° 8 - 8 bis plus à l'ouest à Verquin. Le cavalier a été exploité, et les terrains rendus à l'agriculture.

### Terrilno237, Cavalier Voie du 8 au 11
50° 30′ 06″ N, 2° 38′ 51″ E
Le terril no 237, Cavalier Voie du 8 au 11, situé à Verquin, est un terril cavalier reliant la fosse no 8 - 8 bis des mines de Nœux à la fosse no 11.

## Les cités

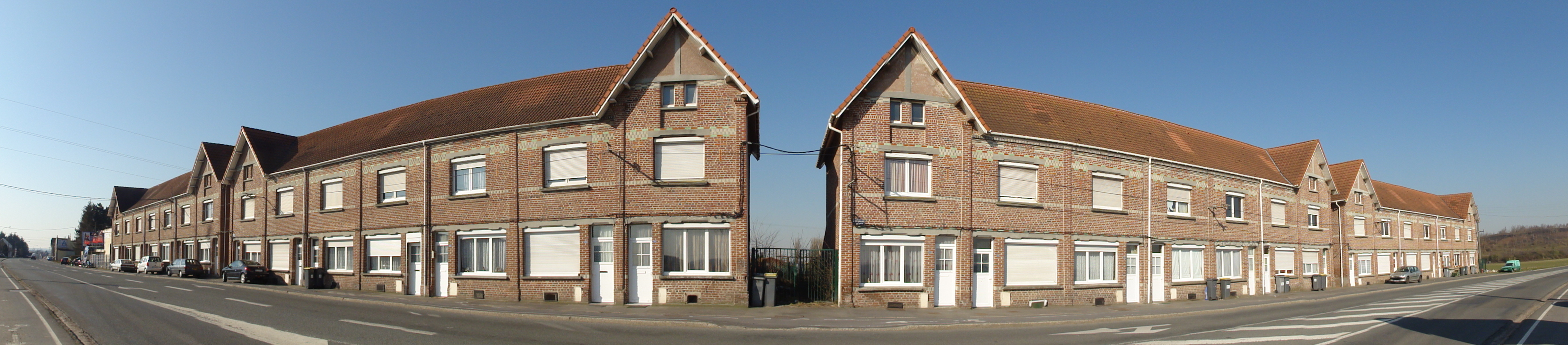
Les corons de la cité de la Route Nationale.

Trois cités ont été bâties à proximité de la fosse no 8 - 8 bis.

### Cité de la Route Nationale
La cité de la Route Nationale est constituée de sept corons de six habitations établis sur la partie occidentale de la route nationale entre Nœux-les-Mines et Verquin. Trois corons sont alignés au sud et quatre au nord, ces deux groupes sont espacés de plus d'une centaine de mètres.

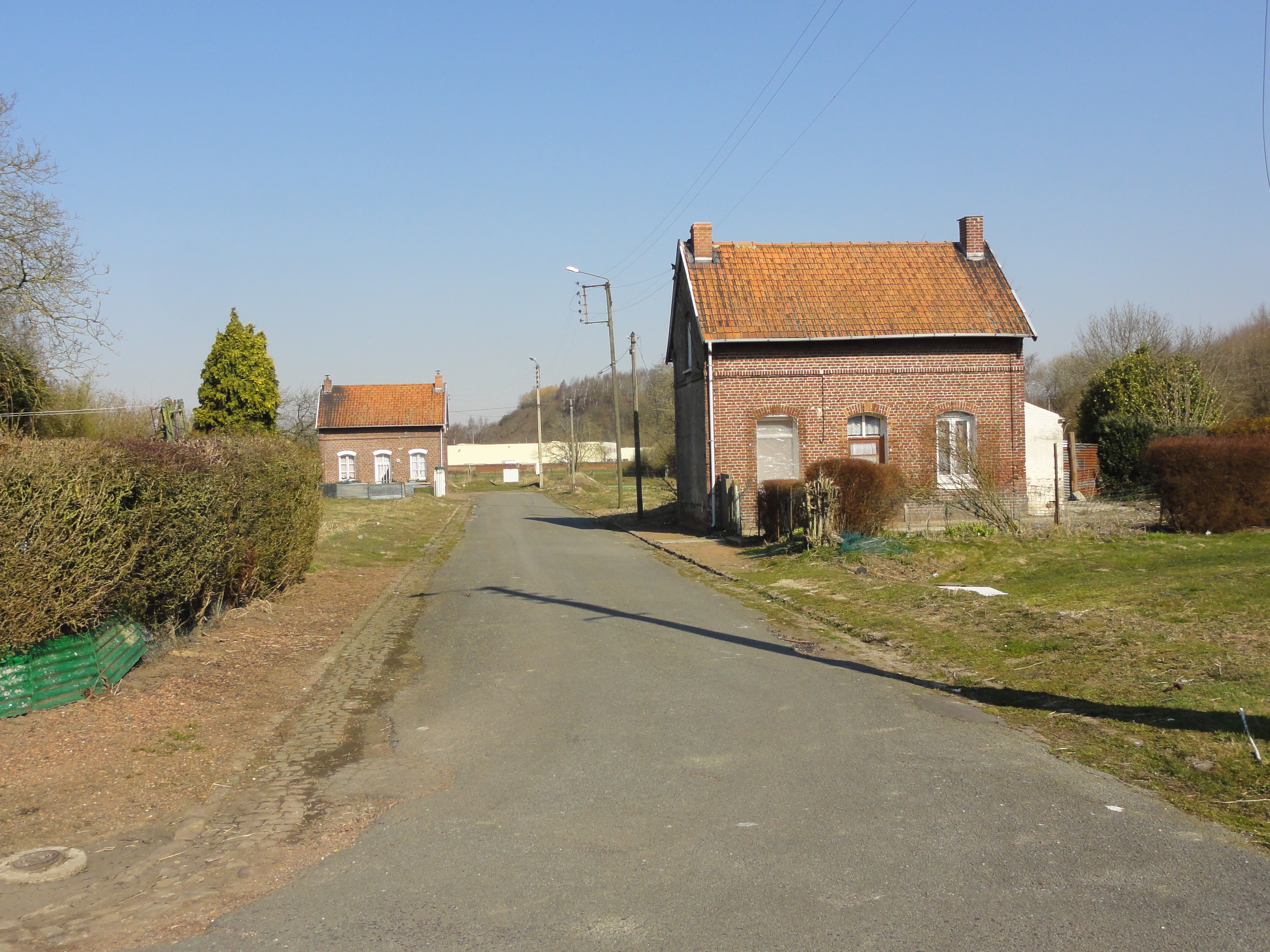
La cité de Verquin.

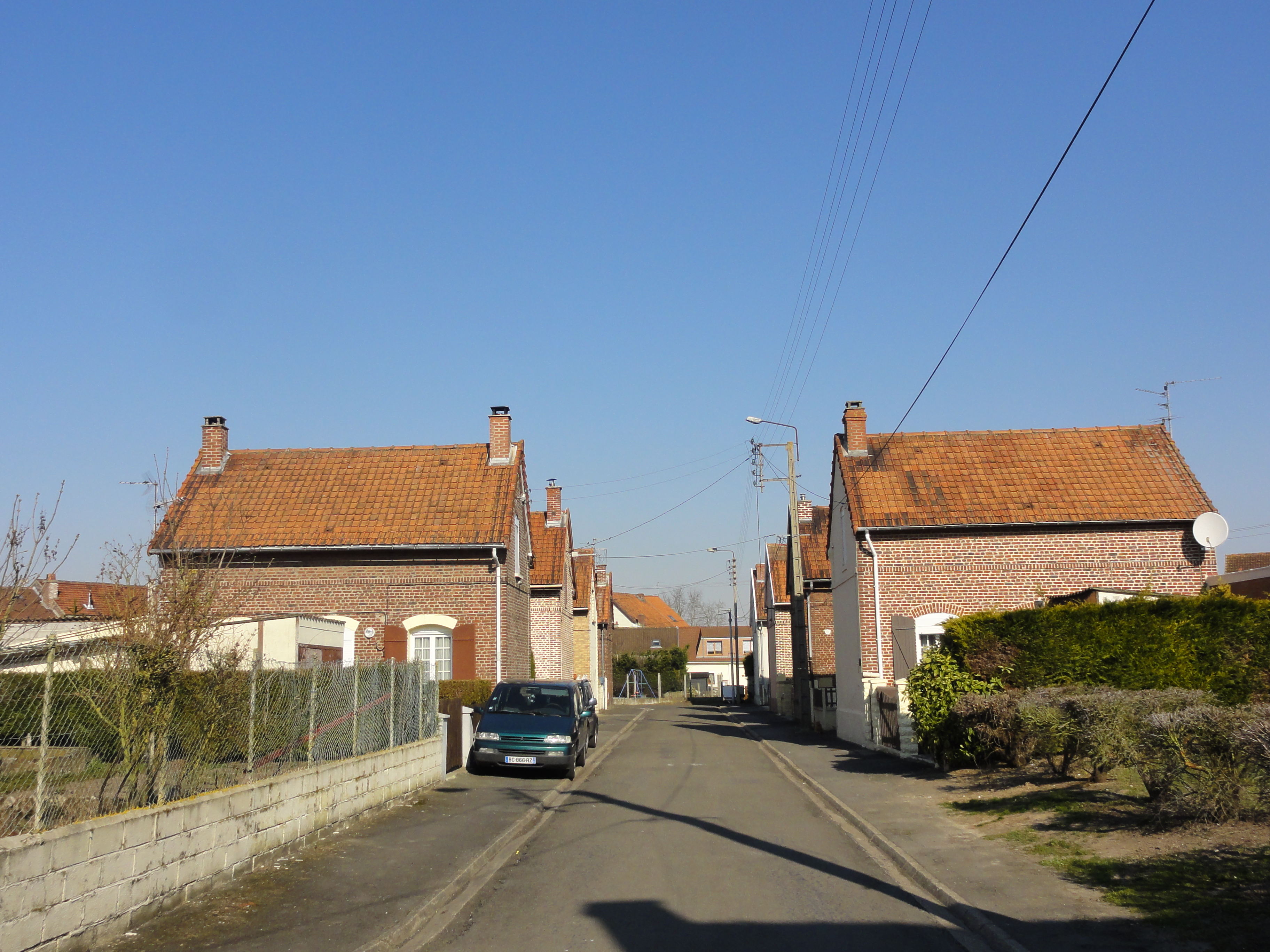
La cité de Verquigneul.

### Cité de Verquin
La cité de Verquin est située au sud-ouest du carreau de fosse et à l'ouest du terril no 56. Elle était à l'origine constituée de quelques habitations groupées par deux, mais surtout, dans les rues secondaires, d'habitations individuelles avec pignon sur rue. Une bonne partie de ces habitations ont été détruites, si bien qu'il y a des vides entre les habitations restantes.
Les maisons ont toutes été détruites.

### Cité de Verquigneul
La cité de Verquigneul est située à Verquigneul, près des limites avec Verquin, et à l'est du carreau de fosse et du terril no 56. On y dénombre une habitation constituée de deux logements, toutes les autres maisons sont individuelles et avec pignon sur rue. Cette configuration est assez similaire à celle de la cité de Verquin.

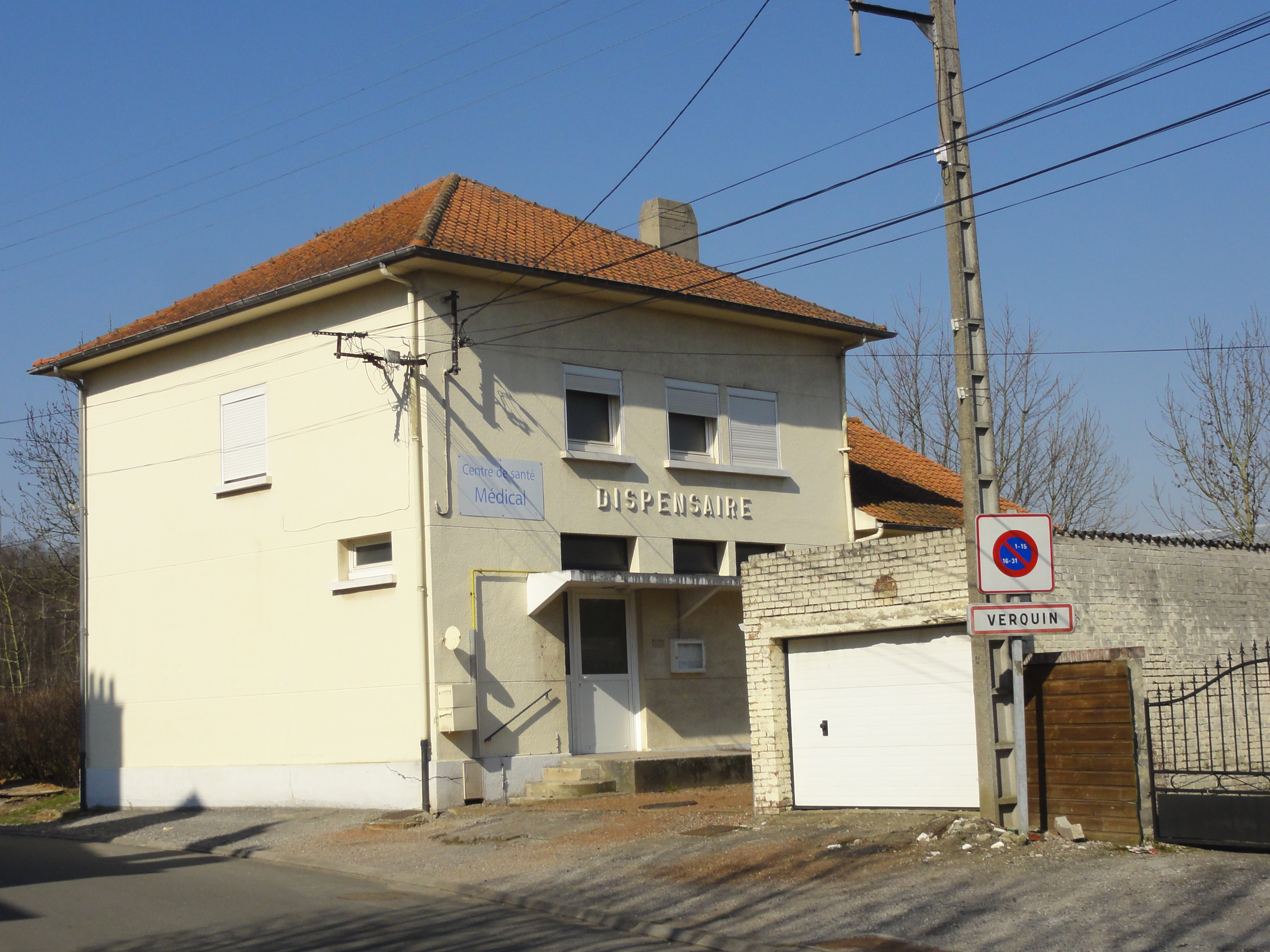
Le dispensaire de la SSM.

### Dispensaire de la Société de Secours Minière
50° 30′ 02″ N, 2° 39′ 13″ E
Un dispensaire a été construit par la Société de Secours Minière au nord du carreau de fosse, près de la route nationale et de la cité de Verquigneul, sur le territoire de Verquin.